# Rhenania Motorenfabrik
Rhenania Motorenfabrik AG, en abrégé Rhemag, est une entreprise allemande de construction de moteurs. La société a été fondée en 1917 et a existé jusqu'en 1930. Son activité s'exerçait dans les domaines du moteur de l'automobile. Son siège social, initialement fixé à Mannheim, fut déplacé en 1920 à Berlin.

## Historique
La société a été fondée en mai 1917, en pleine Première Guerre mondiale, spécifiquement pour la production sous licence du moteur d'avion Siemens & Halske Sh.III, par les entrepreneurs Richard Kahn et Alfred Eversbusch. Le capital social s'élevait initialement à 1 million de marks. En raison du départ d'Eversbusch dès l'année de sa fondation, Kahn est devenu l'unique propriétaire de la société, et l'a incorporée à son groupe. Après la guerre, la construction d'avions fut interdite par le traité de Versailles, et l'entreprise s'est tournée vers le marché civil. Le siège fut transféré en 1920 à Berlin, au 20 de la Hohenzollernstraße dans le quartier de Tiergarten. Durant l'hyperinflation, le capital social a été porté en décembre 1922 à 30 millions de marks, et converti après la stabilisation monétaire en 1924 à 1 million de Reichsmark.
Vers 1925, le conseil d'administration de la société se composait de Kurt Hiehle, Richard Kahn, l'avocat Martin Katzenstein, Alfons Brunn, Alfred Popp et Wilhelm Limberg, tous basés à Berlin. Vers 1930, l'entreprise fait faillite et est rachetée par Riebe-Werke AG (maintenant SKF).